# Johann Adolph August Wilhelm von Puttkamer
Johann Adolph August Wilhelm von Puttkamer, auch von Puttkammer, (* 28. August 1777 in Kremerbruch; † 16. April 1853 in Bartin) war ein preußischer Landrat. Er stand von 1806 bis 1843 dem Kreis Rummelsburg in Hinterpommern vor. 

## Leben
Er war ein Angehöriger des pommerschen Adelsgeschlechts Puttkamer. Sein Vater Jacob Caspar von Puttkamer (1711–1788) war Besitzer des Gutes Kremerbruch, das er selbst bewirtschaftete, und weiterer Güter. Seine Mutter Henriette Louise (1747–1828) war eine geborene von Wobeser. 
Nach dem Tod seines Vaters gingen seine älteren Brüder in die Preußische Armee. Er kam zunächst zu einem Vormund und wurde zusammen mit dessen Kindern unterrichtet, bis er mit 14 Jahren ebenfalls in die preußische Armee eintrat. Im Jahre 1800 nahm er als Leutnant seinen Abschied und widmete sich der Bewirtschaftung seines Gutes Zuckers. 
Nach dem Tod des Landrates Johann von Massow wurde er zum Landrat des Kreises Rummelsburg gewählt. Das erforderliche Examen bestand er nur mit mäßigem Ergebnis, wurde aber dennoch zum Landrat ernannt. Das Amt des Landrates übte er bis 1843 aus; im Amt folgte ihm Heinrich von Puttkamer.
Johann Adolph August Wilhelm von Puttkamer war seit 1802 mit Auguste Ernestine Charlotte, einer geborenen von Puttkamer, verheiratet. 